# Bobby Cannavale
Bobby Cannavale, właściwie Robert Michael Cannavale (ur. 3 maja 1971 w Union City) – amerykański aktor telewizyjny i filmowy pochodzenia kubańsko-włoskiego, laureat nagrody Emmy w 2005 za najlepszy gościnny występ w serialu komediowym – rolę policjanta oficera Vincenta „Vince’a” D’Angelo, partnera Willa Trumana (Eric McCormack) w sitcomie NBC Will & Grace (2004-2006).

## Życiorys

### Wczesne lata
Urodził się w Union City jako syn Włocha Sala Cannavale i Kubanki Isabel. Kiedy miał trzynaście lat, jego rodzice rozwiedli się i wraz z matką przez dwa lata mieszkał w Portoryko. W 1983 przeprowadził się do Miami na Florydzie. W 1987 ukończył Coconut Creek High School, gdzie wystąpił w musicalu The Roar of the Greasepaint – the Smell of the Crowd. W 1988 powrócił do New Jersey i zamieszkał z babcią. Po ukończeniu szkoły średniej spędził kilka lat jako lektor w prestiżowym nowojorskiego Circle Repertory Theatre.

### Kariera
Debiutował w kinowej komedii Dziwak z Central Parku (I’m Not Rappaport, 1996) z Walterem Matthau, zanim otrzymał niewielkie role w dwóch produkcjach Sidneya Lumeta – dramacie kryminalnym Noc na Manhattanie (Night Falls on Manhattan, 1997) u boku Andy’ego Garcii i thrillerze Gloria (1999) z Sharon Stone. W 1998 zagrał na scenie Broadwayu we francuskiej farsie Pchła w uchu. Wkrótce można go było zobaczyć w serialach NBC: Trinity (1998-99), Brygada ratunkowa (Third Watch, 1999-2001) jako sanitariusz Bobby Caffrey, Prawo i bezprawie (Law & Order: Special Victims Unit, 2002), Prawo i porządek (Law & Order, 2002, 2007), Prawo i porządek: Zbrodniczy zamiar (Law & Order: Criminal Intent, 2003) oraz HBO Seks w wielkim mieście (Sex and the City, 2000), Oz (2003) i Sześć stóp pod ziemią (Six Feet Under, 2004). W melodramacie muzycznym Zatańcz ze mną (Shall We Dance, 2004) z Richardem Gere’em i Jennifer Lopez zagrał postać homofobicznego studenta tańca.
W 2013 brał udział w sesji zdjęciowej Terry’ego Richardsona.

### Życie prywatne
Był żonaty z córką reżysera Sidneya Lumeta – Jenny Lumet (1994-2003), z którą ma syna Jake’a (ur. 1 maja 1995). Spotykał się z aktorką Michelle Williams (2003-2004) i Annabella Sciorrą (2004-2007). W 2012 związał się z aktorką Rose Byrne, z którą ma syna Rocco Robina (ur. 1 lutego 2016).

## Filmografia
- Dziwak z Central Parku (I’m not Rappaport, 1996) jako mężczyzna na parkingu
- Ally McBeal (1997-2002) jako Wilson Jade (2002)
- Noc na Manhattanie (Night Falls on Manhattan, 1997) jako Vigoda asystent
- Oz (1997-2003) jako Alonzo Torquemada (2003)
- Kiedy ucichną działa (When Trumpets Fade, 1998) jako kaptain Zernek
- Brygada ratunkowa (Third Watch, 1999–2005) jako Bobby Caffey (1999-2001)
- Kolekcjoner kości (The Bone Collector, 1999) jako Steve
- Gloria (1999) jako Jack
- Trzecia rano (3 A.M., 2001) jako Jose
- 100 Centre Street (2001–2002) jako Jeremiah „J.J.” Jellinek
- Diabeł i Daniel Webster (The Devil and Daniel Webster, 2001)
- Washington Heights (2002) jako Angel
- The Guru (2002)
- Król koki (Kingpin, 2003) jako Chato Cadena
- Dróżnik (The Station Agent, 2003) jako Joe Oramas
- Fresh Cut Grass  (2004)
- Happy Birthday Oscar Wilde (2004) jako on sam
- Zatańcz ze mną (Shall We Dance, 2004) jako Chic
- Przystań (Haven, 2004) jako porucznik
- The Breakup Artist (2004) jako Sąsiad
- Will & Grace (2004–2006) jako Vince D’Angelo
- Przepis na idealne święta (Recipe for a Perfect Christmas, 2005) jako Alex Stermadapolous
- The Exonerated (2005) jako Jesse
- Szczęśliwe zakończenia (Happy Endings, 2005) jako Javier
- Romance & Cigarettes (2005) jako Fryburg
- 10 Items or Less (2006) jako Bobby
- Węże w samolocie (Snakes on a Plane, 2006) jako Hank Harris
- Fast Food Nation (2006) jako Mike
- The Night Listener (2006)
- Jak złamać 10 przykazań (The Ten, 2007) jako Marty
- Domowe piekło (100 Feet, 2008) jako Shanks
- Królowa XXX (Lovelace, 2013) jako Butchie Peraino
- Ant-Man (2015) jako James Paxton
- Vinyl (2016) jako Richie Finestra
- Opiekun (2016) jako Cash
- Ant-Man and the Wasp (2018) jako James Paxton